# Beata Szamyjer
Beata Jastrzębska, coniugata Szamyjer (Zgorzelec, 6 marzo 1965), è un'ex cestista polacca.

## Carriera
Dopo aver giocato come allieva nel MKS Osa Zgorzelec, ha poi debuttato nel suo primo campionato con i colori del Polonia varsavia, dove ha giocato per due stagioni (1984-1986). Quindi è stata una giocatrice dello Czarni Szczecin (1986-1989) e dello Stilon Gorzów (1989-1995 e 1996/1997). Nella stagione 1995/1996 ha militato nella squadra del Warta Gdynia con cui ha vinto il campionato polacco.
Con la Polonia ha disputato i Campionati europei del 1993 (5º posto).